# Tjärna Ängar

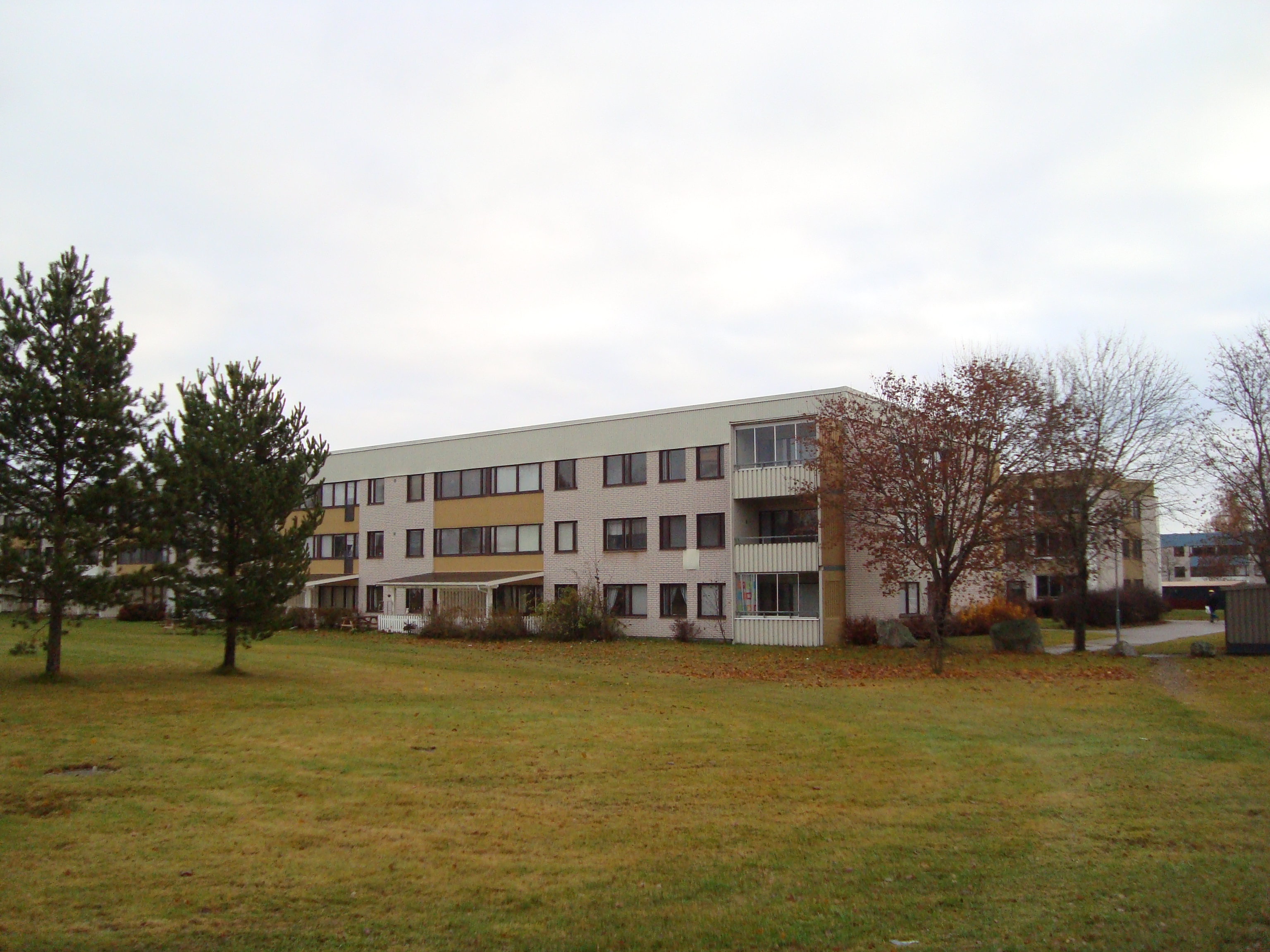
Typiska bostadshus i Tjärna Ängar.

Tjärna Ängar är en stadsdel i Borlänge som ligger ungefär tre kilometer nordväst från centrum, mellan Sportfältet, Övre Tjärna, Paradiset, Nygårdsdalen och Jakobsgårdarna. Tjärna Ängar har officiellt drygt 3 500 invånare, men uppgifter om högre invånarantal har förekommit i media. Tjärna Ängar byggdes inom miljonprogrammet som pågick 1965–1975.
Området är till större delen uppfört under 1960- och 1970-talen, men har under senare år genomgått omfattande ombyggnationer, framförallt av Tjärna Centrum, med ett köpcentrum med flera butiker. Upprustning av bostadshusen pågår också, där planen är att vissa av trevåningshusen ska utökas med en fjärde våning.
I maj 2020 förstördes stora delar av Tjärnaängskolan i en brand.

## Demografi
Området kallas ibland för Lilla Mogadishu på grund av den höga andelen invandrare från Somalia, som perioden 2017–2018 utgjorde 36,8 % av områdets invånare. Nio av tio i området är utrikesfödda.
I området hade perioden 2017–2018 bara 14–17 % av befolkningen en gymnasieutbildning och endast 36–37 % av befolkningen i åldrarna 25–64 år hade ett arbete. 16,2 % var öppet arbetslösa och 39,8  hade ekonomiskt bistånd (socialbidrag).
Det officiella invånarantalet var 3 500 år 2018, men inofficiellt indikerar analyser av sopmängder och vattenförbrukning att det verkliga antalet kan vara 6 000–10 000.

## Utsatt område
Stadsdelen har beskrivits som ett av Borlänges största problemområden med hög kriminalitet och klassificeras av polisens Nationella operativa avdelningen (NOA) som ett utsatt område där "läget anses vara alarmerande." Stadsdelen är det geografiskt nordligaste utsatta området i Sverige och hade 2017–2018 den genomsnittligt yngsta befolkningen av alla utsatta områden, då 83 % av invånarna var under 45 år och 54 % var under 25.
Narkotikahandel förekommer i området.
I januari 2016 fick Tjärna Ängar två egna områdespoliser.
I september 2020 slutade Hemglass att köra i området efter en tid med stök och bråk, där den avgörande incidenten var när ett 50-tal barn omringade glassbilen och försökte tvinga till sig glass.
2022 rapporterade polisen en nedgång i antalet anmälda brott sedan 2017.

## Studentboendet Locus
På Tjärna Ängar finns Högskolan Dalarnas studentboende Locus. Lokal nyhetsmedia har rapporterat om att boende på Locus upplever Tjärna Ängar som otryggt. Kvinnliga boende på Locus har vittnat om upprepade sexuella trakasserier från boende i övriga Tjärna Ängar. Den upplevda otryggheten användes tidigare av Dalarnas studentkår som ett argument för att flytta hela Högskolan Dalarnas verksamhet till Falun.